# 大門小百合
大門 小百合（だいもん さゆり、1968年3月24日- ）は、日本のジャーナリスト。東京都出身。株式会社ジャパンタイムズ（The Japan Times）元執行役員最高編集責任者（同誌116年の歴史で女性初）。

## 人物・経歴
東京都出身。米国・ペンシルバニア州、パーキオメン高校卒業。上智大学外国語学部比較文化学科卒業。大学在学中にニュージーランド・オークランド大学で交換留学生として政治学を学ぶ。大学卒業後、株式会社ジャパンタイムズに1991年入社。報道部の政治、経済担当の記者を経て編集デスクとなり、2006年から報道部長、2008年から編集局次長、2013年7月から執行役員。2013年10月1日から執行役員 編集担当となり、「The Japan Times」の編集責任者として就任（同誌116年の歴史で女性初）。2019年7月に執行役員、論説室論説委員に就任した。2020年9月に独立し、現在は英文フリージャーナリストとして活動している。
2000年、ジャーナリストにとって世界で最も栄誉あるとされるニーマンフェローシップに招聘され、特別研究員として米国・ハーバード大学にてジャーナリズム、アメリカ政治を研究。2005年、キングファイサル研究所研究員としてサウジアラビアのリヤドに滞在し、現地の女性について取材、研究。著書に国際情勢解説者である、夫である田中宇との共著『ハーバード大学で語られる世界戦略』（光文社）がある。

## 著作
- 『ハーバード大学で語られる世界戦略』（光文社、2001年）
- 『The Japan Times 報道デスク発グローバル社会を生きる女性のための情報力』（ジャパンタイムズ、2013年）

## 主なテレビ出演
- あさチャン！　コメンテーター
- ウェークアップ!　コメンテーター
- サンデーLIVE!!　コメンテーター
- はやドキ！　コメンテーター
- DayDay. 月曜日レギュラー（2023年4月 - ）

## 受賞歴
- Forbes Japan 主催「Japan Women Awards 革新をもたらすリーダー賞」(2016)
- ベビー＆バースフレンドリー財団「Baby&Birth Friendly Award （管理職部門）」(2017)